# Callimetopus paracasta
Callimetopus paracasta là một loài bọ cánh cứng trong họ Cerambycidae.